# Czarnogóra na Zimowych Igrzyskach Olimpijskich 2010

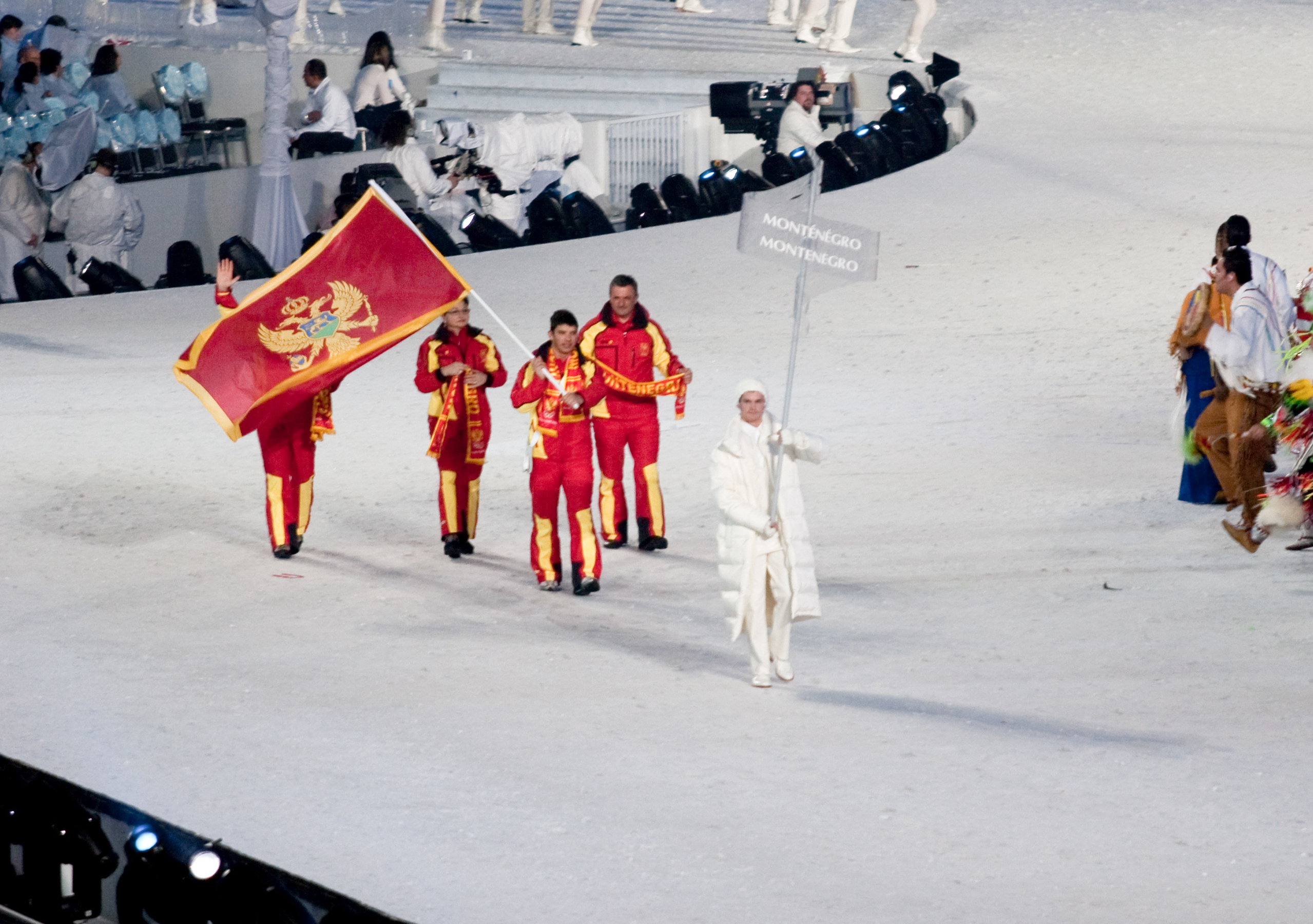
Reprezentacja Czarnogóry podczas ceremonii otwarcia igrzysk olimpijskich w Vancouver

Czarnogóra na Zimowych Igrzyskach Olimpijskich 2010 – występ jednoosobowej reprezentacji Czarnogóry na igrzyskach olimpijskich w Vancouver w 2010 roku.
W składzie znalazł się narciarz alpejski Bojan Kosić. W Vancouver zaprezentował się w dwóch konkurencjach, zajmując 40. miejsce w slalomie i 61. w slalomie gigancie. Kosić pełnił funkcję chorążego reprezentacji Czarnogóry podczas ceremonii otwarcia i zamknięcia igrzysk. 
Był to debiut reprezentacji Czarnogóry na zimowych igrzyskach olimpijskich i drugi start olimpijski, wliczając w to letnie igrzyska.

## Tło startu

### Występy na poprzednich igrzyskach
Czarnogórski Komitet Olimpijski został oficjalnie uznany przez Międzynarodowy Komitet Olimpijski w 2007 roku. 
Przed ogłoszeniem niepodległości przez Czarnogórę i zatwierdzeniem komitetu olimpijskiego sportowcy z tego kraju startowali w reprezentacjach Jugosławii oraz Serbii i Czarnogóry. W latach 1952–2004, występując w tych reprezentacjach, wielokrotnie stawali na podium letnich igrzysk olimpijskich w sportach zespołowych – koszykówce, siatkówce, piłce ręcznej, wodnej i nożnej. Jako niepodległe państwo Czarnogóra zadebiutowała w igrzyskach w 2008 roku, podczas letniej edycji w Pekinie. Kadra liczyła wówczas 19 zawodników (17 mężczyzn i 2 kobiety), którzy wystąpili w sześciu dyscyplinach. W Pekinie reprezentanci Czarnogóry nie zdobyli żadnego medalu, ich największym osiągnięciem było czwarte miejsce drużyny mężczyzn w turnieju piłki wodnej.
Czarnogóra była w Vancouver jednym z siedmiu państw debiutujących w zimowych igrzyskach olimpijskich. Kraj ten zadebiutował w zimowej edycji igrzysk wspólnie z Ghaną, Kajmanami, Kolumbią, Pakistanem, Peru i Serbią.

### Występy w sezonie przedolimpijskim
Bojan Kosić wziął udział w rozegranych w lutym 2009 roku w Val d’Isère alpejskich mistrzostwach świata. Był jedynym reprezentantem Czarnogóry, który wystartował w tych zawodach. Start w slalomie gigancie ukończył na 67. miejscu w rundzie kwalifikacyjnej, a w slalomie nie został sklasyfikowany (nie ukończył pierwszego przejazdu w kwalifikacjach).
W sezonie przedolimpijskim Kosić wystąpił także w mistrzostwach świata juniorów w Garmisch-Partenkirchen. Poza Kosiciem Czarnogórę w tych zawodach reprezentował także Mladen Minić. W supergigancie Kosić zajął 54. miejsce, w slalomie gigancie był 48., a Minić nie ukończył pierwszego przejazdu, z kolei w slalomie obaj nie zostali sklasyfikowani – Kosić nie ukończył pierwszego, a Minić drugiego przejazdu.

### Kwalifikacje olimpijskie
Okres kwalifikacyjny do igrzysk w Vancouver w przypadku narciarzy alpejskich trwał od lipca 2008 do 25 stycznia 2010. Kwalifikację olimpijską do zawodów w slalomie, slalomie gigancie i zjeździe uzyskali alpejczycy, którzy w tym okresie zdobyli przynajmniej 500 punktów do listy rankingowej publikowanej przez Międzynarodową Federację Narciarską. Z kolei, aby zakwalifikować się do supergiganta i superkombinacji należało zdobyć przynajmniej 120 punktów w tych konkurencjach. 
Wobec niespełnienia tych warunków, reprezentacja Czarnogóry uzyskała jedynie podstawową kwotę narodową w zawodach mężczyzn – jedno miejsce w slalomie i slalomie gigancie. Jedynym zakwalifikowanym czarnogórskim sportowcem został w ten sposób Bojan Kosić.

### Prawa transmisyjne
Prawa do transmisji zimowych igrzyskach olimpijskich w Vancouver miał czarnogórski publiczny nadawca radiowo-telewizyjny, Radiotelevizija Crne Gore (RTCG), będący członkiem Europejskiej Unii Nadawców. Ponadto transmisje za pośrednictwem telewizji kablowej i satelitarnej oraz transmisje internetowe prowadziła stacja Eurosport.

### Znaczki okolicznościowe
Z okazji igrzysk w Vancouver czarnogórska poczta (Pošta Crne Gore) wydała serię znaczków okolicznościowych. Wydano dwa rodzaje znaczków – o nominałach 1 i 1,5 euro. Znaczki miały wymiary 42 × 29 mm, a ich projektantem był Dražen Jočić. Na znaczku o nominale 1 euro przedstawiony został wizerunek panczenisty, a na drugim – snowboardzisty. Na obu widniało logo igrzysk oraz napisy: CRNA GORA - MONTENEGRO i ZIMSKA OLIMPIJADA - VANKUVER 2010.

## Skład reprezentacji
Reprezentacja Czarnogóry na igrzyskach w Vancouver liczyła jednego sportowca – był nim alpejczyk Bojan Kosić, który w dniu otwarcia igrzysk miał 19 lat i 72 dni. Poza zawodnikiem w skład delegacji olimpijskiej weszli: Boris Sekulić – szef misji olimpijskiej, Dušan Simonović – przewodniczący Czarnogórskiego Komitetu Olimpijskiego, Rajko Kosić – ojciec zawodnika i zarazem jego trener oraz Vesna Medenica – przewodnicząca czarnogórskich związków zawodowych (SSCG, Savez Sindikata Crne Gore).

## Udział w ceremoniach otwarcia i zamknięcia igrzysk
Rolę chorążego reprezentacji Czarnogóry podczas ceremonii otwarcia zimowych igrzysk olimpijskich w Vancouver, przeprowadzonej 12 lutego 2010 w hali BC Place Stadium, pełnił alpejczyk Bojan Kosić. Reprezentacja Czarnogóry weszła na stadion olimpijski jako 56. w kolejności – pomiędzy ekipami z Mongolii i Nepalu. 
Kosić był chorążym reprezentacji także podczas ceremonii zamknięcia, zorganizowanej 28 lutego 2010.

## Wyniki

### Narciarstwo alpejskie

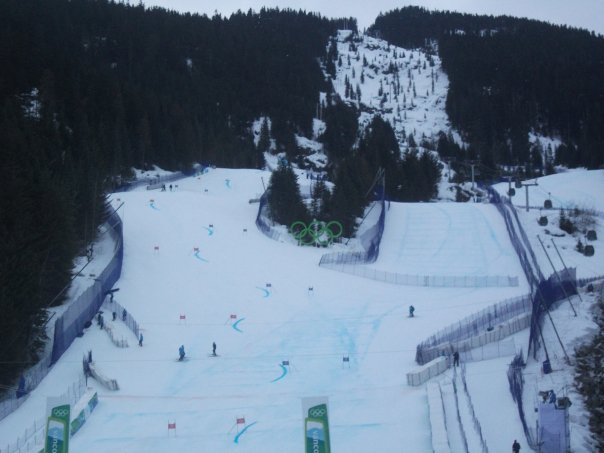
Whistler Creekside – arena zmagań narciarzy alpejskich podczas igrzysk olimpijskich w Vancouver

Rywalizacja olimpijska w narciarstwie alpejskim na igrzyskach w Vancouver odbyła się w dniach 15–27 lutego 2010 w Whistler Creekside. Reprezentant Czarnogóry, Bojan Kosić, uczestniczył w dwóch konkurencjach, które przeprowadzono od 23 do 27 lutego.
Pierwszą konkurencją, w której wziął udział, był slalom gigant. W pierwszym przejeździe uzyskał 70. czas w gronie 89 sklasyfikowanych zawodników, w drugim był 60. na 81 zawodników. Łącznie dało mu to 61. miejsce ze stratą 20,2 s do mistrza olimpijskiego, Szwajcara Carlo Janki. Trzy dni później wystąpił w zawodach w slalomie. W pierwszym przejeździe uzyskał 46. czas w gronie 54 sklasyfikowanych narciarzy. W drugim przejeździe był 41., pokonując siedmiu rywali. W łącznej klasyfikacji zajął 40. miejsce. Do złotego medalisty, Włocha Giuliano Razzoliego, stracił 16 s.
| Konkurencja            | Zawodnik    | Zjazd 1 | Zjazd 1 | Zjazd 2 | Zjazd 2 | Łącznie | Łącznie |
| Konkurencja            | Zawodnik    | Czas    | Miejsce | Czas    | Miejsce | Czas    | Miejsce |
| ---------------------- | ----------- | ------- | ------- | ------- | ------- | ------- | ------- |
| Slalom mężczyzn        | Bojan Kosić | 56,15   | 46.     | 59,17   | 41.     | 1:55,32 | 40.     |
| Slalom gigant mężczyzn | Bojan Kosić | 1:27,74 | 70.     | 1:30,29 | 60.     | 2:58,03 | 61.     |

## Powrót do kraju
Delegacja olimpijska powróciła do Czarnogóry 2 marca 2010 roku. Na lotnisku w Podgoricy została powitana przez znajomych zawodnika. Delegaci wyrazili zadowolenie z osiągniętych przez Kosicia wyników sportowych. Dla samego zawodnika najbardziej pamiętnym momentem był udział w ceremonii otwarcia igrzysk i niesienie czarnogórskiej flagi narodowej.